# Emporium (revue)
Pour les articles homonymes, voir Emporium.
Emporium est une revue d'art italienne fondée en 1895 à Bergame et disparue en 1964.

## Histoire
Emporium, rivista mensile illustrata d'arte, litteratura scienze e varietà est la première revue mensuelle italienne consacrée exclusivement à l'art moderne. 
Publiée par l'« Istituto italiano di arti grafiche » de Bergame le premier numéro sort en janvier 1895 au prix de 1 lire (l'équivalent de 1 franc) pour 80 pages en moyenne. Les directeurs de la revue sont Paolo Gaffuri (1849-1931) et Arcangelo Ghisleri (en) (1855-1938), patrons de l'Istituto : le siège social fait office de maison d'édition et d'imprimeur, utilisant du matériel et une technologie d'impression photomécanique moderne pour l'époque, la typogravure et la phototypie.
Les premiers numéros, suivant une charte graphique définie par Gabriele Chiattone (1853-1934), comprennent des pages illustrées imprimées en noir et blanc et couvrent de nombreux domaines, toutes les formes d'art en passant par la littérature, les nouvelles techniques de transport, la décoration intérieure, etc. Au bout de quelques mois, en décembre 1896-janvier 1897, sous l'influence d'un magazine comme Jugend, la revue s'ouvre aux nouvelles tendances artistiques et graphiques, sa couverture passant en quadrichromie, désormais illustrée par un artiste différent à chaque livraison, par exemple signée Giorgio Kienerk.
L'année 1895, sur le plan rédactionnel, s'illustre par une défense des tenants de l'Art & Craft. 
Des pages de publicités sont, aux alentours des années 1900, consacrées à des revues consœurs comme The Studio (Londres et New York), The Inland Printer (Chicago) ou Deutsche Kunst und Dekoration (Allemagne) : ces trois périodiques pratiquent des échanges rédactionnels avec Emporium.
À partir de décembre 1901, la couverture cesse d'être illustrée par un artiste différent pour chaque numéro, et la maquette tend à s'uniformiser en une même typographie, avec quelques écarts sensibles jusqu'en 1914. Avec l'entrée en guerre, c'est Ugo Nebbia (1880-1965) qui prend en charge le graphisme, lequel s'ouvre peu à peu à des formes géométriques (1915-1916). Après une période sans éclats, les couvertures retrouvent au début des années 1920 des couleurs et des motifs d'une grande variété, conçus entre autres par Emilio Lancia (1890-1973), Gio Ponti, Giovanni Muzio (en), Giulio Cisari (1892-1979), Giovanni Guerrini (1887-1972), Fortunato Depero (décembre 1927), Diego Santambrogio (1898-1969), avant de retomber à partir de 1934 dans un rationalisme froid, exclusivement typographique, sur fond orange. De 1937 à 1941, la une est une image photographique plein cadre.
Le critique d'art Vittorio Pica (1864-1930) fut un proche collaborateur : francophile, passionné par l'art de l'affiche et le graphisme moderne, il était un ami de Jules Chéret, ou encore de Stéphane Mallarmé. En tant que rédacteur privilégié au sein de cette revue et de son rôle moteur dans l'organisation de la Biennale de Venise, Il tenta de faire de ce périodique un pont éditorial entre la France et l'Italie. 
La revue cesse de paraître régulièrement en 1943-1944, avant de reprendre à un rythme mensuel sous une couverture pantone, avec une couleur attribuée à l'année. Elle disparaît en décembre 1964 après 840 numéros. Son dernier directeur est Attilio Podestà (1903-?).